# Die Frauen des Hauses Wu
Die Frauen des Hauses Wu ist ein Roman der US-amerikanischen Autorin Pearl S. Buck über die Emanzipation einer chinesischen Frau. Der Originaltitel lautet Pavilion of Women und erschien 1946, die erste deutschsprachige Ausgabe kam 1948 in der Übersetzung durch Justinian Frisch bei Bermann Fischer in Stockholm heraus.

## Inhalt
Der Roman handelt von der mächtigen Feudalfamilie Wu, die mit den Pachteinnahmen aus ihrem großen Grundbesitz ein luxuriöses Leben in ihrer Residenz führt. Die einzelnen Familienmitglieder und die vielen Bediensteten leben in einem Geflecht zahlreicher miteinander verbundener Wohnhofanlagen (Siheyuan). Madame Ailian Wu ist, im Gegensatz zu ihrem wenig geschäftstüchtigen und mehr am Genussleben interessierten Mann, die kluge Organisatorin dieses Familienunternehmens und handelt in aller Form nach der traditionellen Rollenverteilung von Mann und Frau, Eltern und Kindern. Ihr Mann überlässt ihr die zurückhaltende Führung, sie ihm höflich zeremoniell die von ihr vorbereiteten Entscheidungen.
An ihrem 40. Geburtstag, und damit setzt die Romanhandlung ein, feiert sie ein großes Fest, das zugleich einen Einschnitt in ihrem Leben bedeutet, denn sie gibt ihre ehelichen Pflichten ab. Sie will keine Kinder mehr bekommen, wählt für ihren Mann die junge Nebenfrau Chiuming aus und überlässt die Geschäftsführung ihrem ältesten Sohn Liangmo, den sie bereits mit Meng, einer Tochter ihrer Freundin Meichen Kang verheiratet hat. Jetzt wiederholt sie dieses Arrangement für ihren dritten Sohn Fengmo und Linyi, Mengs Schwester. Ihr Gesellschaftsbild ist von der Tradition geprägt: Wie ihre eigene durch ihre Eltern vereinbarte Ehe, die weniger auf Liebe, sondern auf gegenseitiger Achtung und Pflichten aufbaut, so stellt sie sich auch die Beziehungen ihrer Kinder vor. Sie selbst sieht ihre sexuellen Aufgaben erfüllt und versorgt ihren Mann, nach dessen anfänglicher, kurzer Weigerung, für seine Bedürfnisse mit einer anderen Frau. Sie will sich für ihre zweite Lebenshälfte in ihren eigenen Wohnhof zurückziehen, aber von dort aus weiterhin die Fäden als erste Frau des Hauses ziehen.
Doch sie muss erfahren, dass sich die Zeiten geändert haben. Ihr zweiter Sohn Tsemo und die in Shanghai aufgewachsene selbstbewusste Rulan haben bereits eine Liebesheirat durchgesetzt, und diese moderne Schwiegertochter kritisiert Ailians Entscheidung mit dem Hinweis auf das Konkubinat-Verbot in der Republik China. Madame Wu weiß allerdings, dass in der Provinz die alten Machtstrukturen und Traditionen noch funktionieren, dass die Bauern bei guter Behandlung den Grundherren gehorchen, und sie glaubt mit ihrem Durchblick und ihrer Menschenkenntnis die richtigen Entscheidungen zu treffen und geschickt durchzuführen. Doch sie merkt allmählich, dass der Gehorsam der Söhne und Schwiegertöchter ihr gegenüber nur formal ist und dahinter sich Unzufriedenheit und Reformwünsche verbergen. Auch Chiuming, die sich in Fengmo verliebt hat, ist bei dem viel älteren Mann unglücklich, will Wus Kind nicht gebären und versucht sich umzubringen. Söhne und Schwiegertöchter wollen ihr eigenes Leben führen und keine traditionellen Aufgaben übernehmen. Die Frauen möchten nicht ihren Alltag mit ihren kleinen Kindern und den Ammen in den abgeschirmten Siheyuans verbringen und nachts den Männern zur Verfügung stehen. Linyi will einen ebenbürtigen Mann mit Fremdsprachenkenntnissen haben. Fengmo erhält deshalb von einem italienischen Priester, Bruder André, Englischunterricht, und dieser Kontakt zu dem humanistischen Europäer hat für alle große Folgen. Ailian verliebt sich in ihn und seine die verschiedenen Religionen und Konfessionen übergreifende Botschaft der universellen Nächstenliebe. Sie entdeckt jetzt, dass in ihrer Ehe mit dem gemütlichen und ungebildeten Wu immer schon das geistige Band gefehlt hat. André lehrt sie, dass sie, um glücklich zu werden, sich von sich selbst, ihrem Rollenbild, befreien muss, indem sie an die Bedürfnisse anderer denkt. So löst sie sich mit Hilfe der platonischen Beziehung immer mehr von ihren traditionellen Vorstellungen und lässt ihre Kinder eigene Erfahrungen sammeln. Fengmo und Tsemo trennen sich für einige Zeit von ihren Frauen. Der von André geprägte Fengmo studiert in Amerika, Tsemo wird Beamter in Peking. Der vierte Sohn Yenmo möchte in der Landwirtschaft auf dem Dorf arbeiten. Chiuming darf sich vom ungeliebten Herrn Wu trennen, und dieser sucht sich selbst eine Geliebte unter den Prostituierten eines „Blumenhauses“ und holt, auf Ailians Rat, Jasmin als dritte Frau in seinen Wohnhof. Zwei tragische Unfälle überschatten diese Entwicklung: Tsemo kommt bei einem Flugzeugabsturz ums Leben und André stirbt bei einem Überfall einer Bande Jugendlicher. Er hinterlässt ein Haus mit Findelkindern, meist ausgesetzte Mädchen, für die er Unterkunft und Ernährung finanziert hat. Madame Wu übernimmt diese Aufgabe und holt die Waisen in ihr Haus. 
In der letzten Phase der Entwicklung gelingt einigen Protagonisten die Befreiung. Chiuming kehrt zu ihrer Familie zurück und heiratet einen Kaufmann in Peking. Fengmo, Linyi und Rulan finden eine sie erfüllende Lebensaufgabe: Sie bauen im Hauptdorf der Familie Wu eine Schule auf und unterrichten die Kinder und einige an Bildung interessierte Erwachsene im Lesen, Schreiben und Rechnen. Madame Wu kümmert sich in seelischer Verbundenheit mit Bruder André um dessen Waisenkinder und vermittelt den heiratsfähigen Mädchen Ehemänner, bei deren Wahl sie mitbestimmen dürfen.  

## Historischer Hintergrund
Im Roman werden keine Daten und historischen Ereignisse genannt, doch gibt es Hinweise. Mit dem „Volk des östlichen Meeres“, das  chinesische Küstengebiete, u. a. um Peking und Shanghai, angegriffen hat, sind die Japaner gemeint, und das lässt  auf eine Einordnung der Handlung vor und während der Zeit des Zweiten Japanisch-Chinesischen Krieges schließen. Diese Gefechte wurden vom weit entfernten Wohnort der Familie Wu im Inland Chinas kaum wahrgenommen. Dagegen flieht Rulans Familie wahrscheinlich im August 1937 aus Shanghai vor dem japanischen Angriff. Ebenfalls im Frühherbst 1937 wurde der Regierungssitz von Nanjing nach Chongqing verlegt, was Tsemo erwähnt. Nach der Befreiung Pekings 1945 kann Chiuming dort mit ihrer Familie leben. Die Datierung wird außerdem durch eine Gesetzesreform unterstützt, auf die Rulan hinweist: 1930 veränderte die Republik China das Familien- und Eherecht grundlegend: Frauen und Männer wurden gesetzlich gleichgestellt. 1931 wurde das Konkubinat verboten.

## Verfilmung
Es gibt eine Verfilmung von 2001 mit Willem Dafoe als Bruder André und Yan Luo als Madame Wu. 
Abweichungen zum Buch
- Bruder André ist nicht wie im Film erwähnt Amerikaner, sondern Italiener (er spricht von Venedig als Geburtsort).
- André und Madame Wu haben im Buch eine rein platonische Beziehung, sie berühren einander niemals.
- Chiuming ist im Buch zwar in Fengmo verliebt, aber es passiert nichts zwischen den beiden.
- Die Invasion durch Japan spielt in Bucks Roman keine wesentliche Rolle.